# Гарпунна гармата

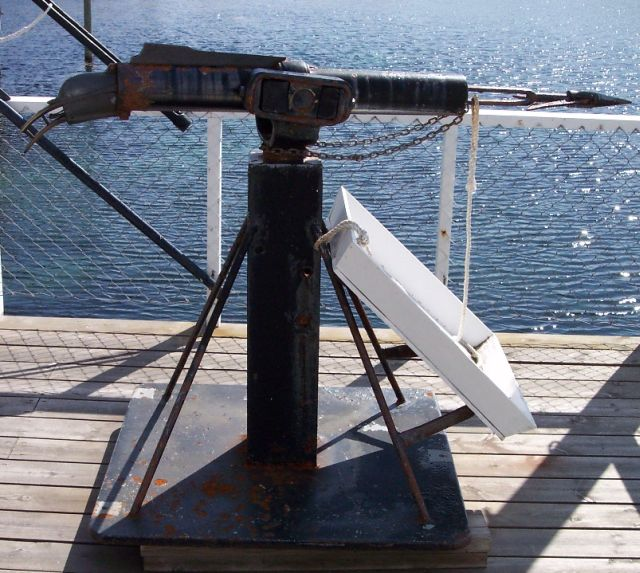
Гарпунна гармата старого зразка (дульнозарядна)

Гарпун гармата — знаряддя китобійного промислу. Являє собою короткоствольну гармату, укріплену на палубі китобійного судна, що стріляє гарпуном, який, як правило, має в головній частині заряд вибухової речовини. Починаючи з останньої третини XIX століття, гарпунна гармата є основним знаряддям китобоїв.

## Історія створення

### Передісторія
З давніх часів і по XIX століття китобійний промисел вівся виключно із застосуванням ручних гарпунів, які кидали зі шлюпок-вельботів. Полювання велося в такий спосіб: вітрильна китобійна шхуна при виявленні китів зближалася з ними, а потім відправляла команду на декількох гребних вельботах. Вельботи підходили практично впритул до кита, після чого матрос-гарпунер кидав гарпун з відстані кілька метрів. До гарпуна кріпився довгий трос («лінь»). Поки кит був живим, шлюпки слідували за ним, за необхідності розмотуючи лин. Цей спосіб промислу дозволяв полювати тільки на тихохідних гладких китів, яких можна було наздогнати на вітрильному судні й гребній шлюпці. До того ж ці кити настільки жирні, що їхні туші не тонуть у воді. Так само добували й кашалотів, але це було небезпечніше, оскільки поранений кашалот дуже агресивний і може легко розбити шлюпку.
Ця техніка видобутку доволі примітивна, проте, призвела до того, що до початку XIX століття вибили багато гладких китів. Однак залишалося практично незмінним поголів'я китів-смугачів, полювання на яких за тодішнього рівня техніки було практично неможливим. Смугачі значно швидкохідніші від гладких китів, тому їх неможливо наздогнати на шлюпці, крім того, такі смугачі як синій кит, фінвал і сейвал значно більші й сильніші від гладких китів, тому їх украй складно вбити за допомогою тільки ручних гарпунів. До того ж загарпунений смугач міг потягти шлюпку на дно. Забиті смугачі зазвичай тонуть, тому їх неможливо утримати на плаву за допомогою шлюпок. Все це перешкоджало розвитку їх промислу, але значний розмір смугачів (маса синього кита до 160 тонн і навіть більше) завжди приваблював китобоїв.

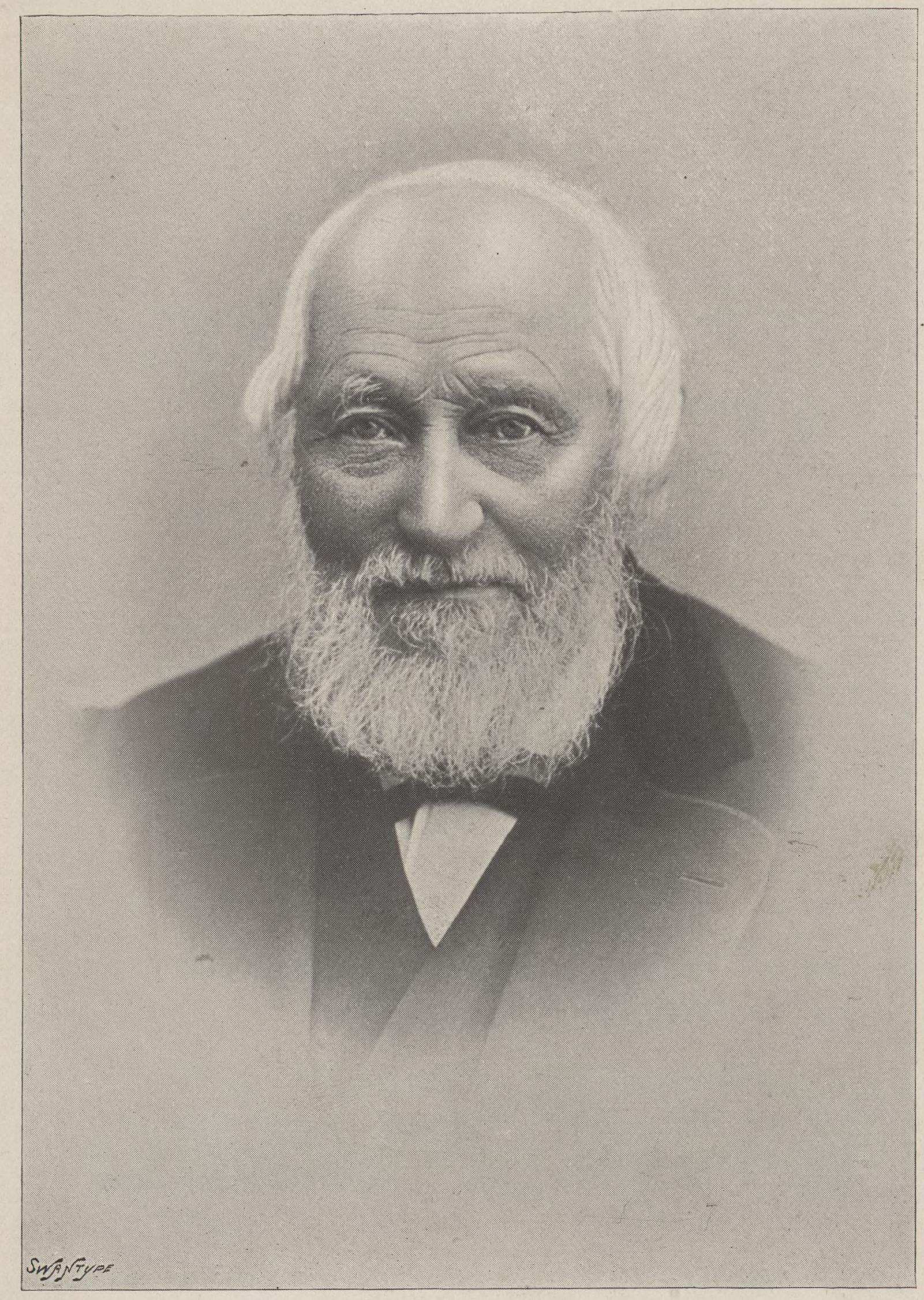
Свен Фойн (1809–1894), винахідник гарпунної гармати, гарпуна з розривним зарядом та інших сучасних знарядь китобійного промислу

Для ураження великих китів розроблено спеціальний гарпун — так званий спис-гранату, в головній частині якого містився розривний заряд. Він вибухав усередині туші, чого було вже достатньо для надійного ушкодження великого кита. Перші досліди із застосування списа-гранати кустарної розробки датують 1820-ми роками, але вони не були результативними. Щоб кидати важкий гарпун, була необхідна надійна і потужна гармата.

### Винайдення
Першу вдалу конструкцію гарпунної гармати і сумісного з нею гарпуна розробив 1868 року норвезький китобій Свен Фойн. Фойн використовував розроблений ним же важкий металевий гарпун, який мав у головній частині пороховий заряд, вистрілюваний зі встановленої на судні дульнозарядної гармати. При попаданні заряд вибухав, чого було вже достатньо для надійного ушкодження синього кита, після чого біля вістря гарпуна розкривалися сталеві лапи і міцно утримували зброю в туші. Застосування гармати, укріпленої безпосередньо на судні, дозволило відмовитися від застосування вельботів. Судно ж, на відміну від шлюпок, могло утримати забитого кита-смугача на воді. Свен Фойн, який вийшов 1868 року в перше плавання на шхуні з гарпунною гарматою й іншими удосконаленнями, взяв небувалий на ті часи улов — 30 смугачів, переважно, синіх китів. Незабаром доопрацювали механізм утримання забитого кита на плаву — тушу напомповували повітрям за допомогою насоса.
Розробка Фойна лягла в основу конструкції всіх наступних гарпунних гармат. Спочатку заряд гарпунної гармати складався з димного пороху, але від 1925 року почали застосовувати бездимний порох. Саме гарпунна гармата здійснила справжню революцію в китобійному промислі, дозволивши розпочати масовий видобуток китів усіх видів.

## Основні елементи конструкції

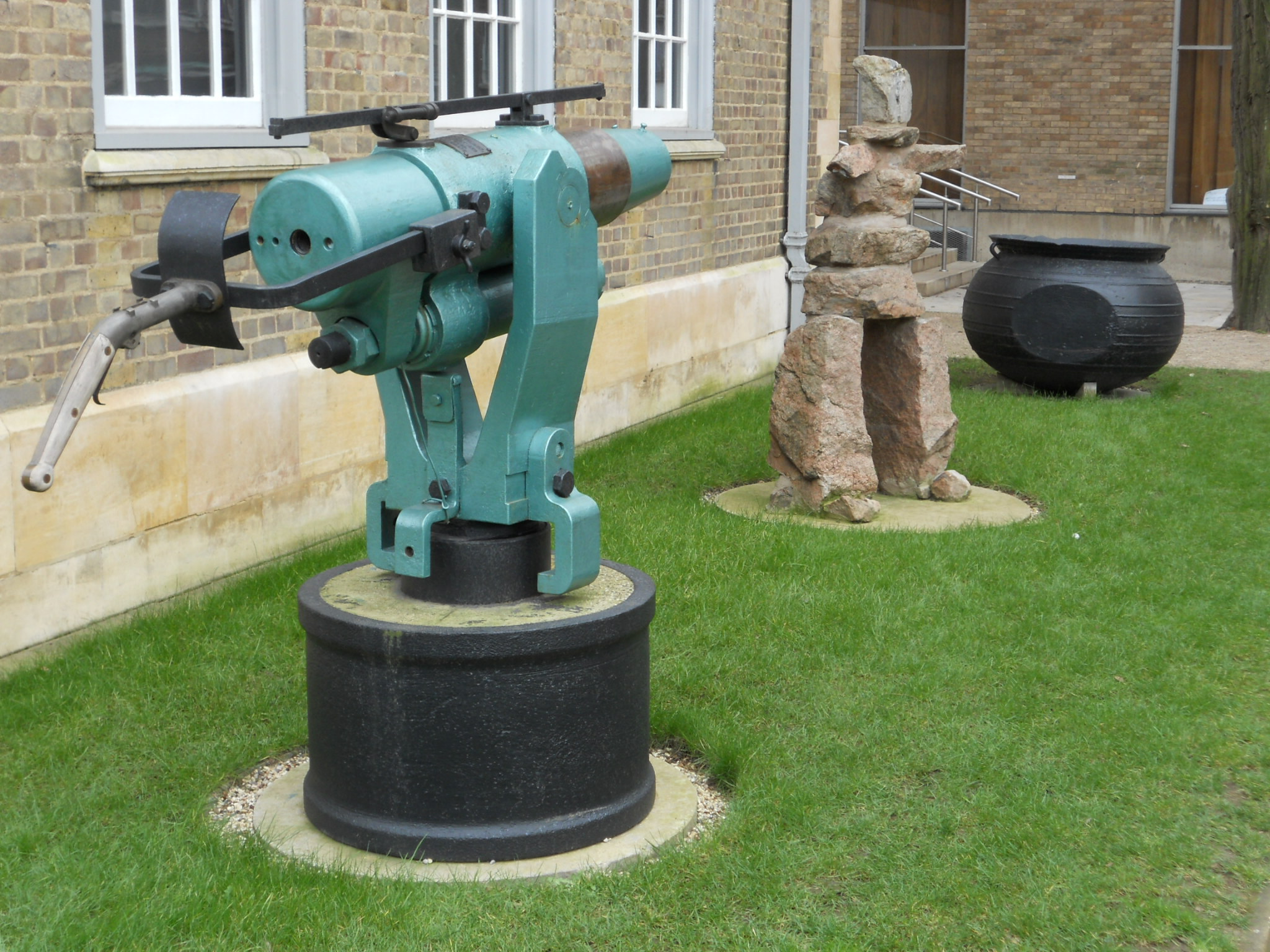
Гарпун гармата (без гарпуна) в музеї на території Кембриджського університету

Конструкція гарпунних гармат майже не змінилася від 1920-х років до самого закриття китобійного промислу в 1960-70-х роках, при цьому більшість гарпунних гармат мала практично однакову конструкцію. Вони використовували заряд пороху масою приблизно 400 г, за допомогою якого кидався гарпун, виготовлений цілком зі сталі, довжиною близько 2 м і масою близько 50 кг. Калібр гармати — 76−90 мм. Дальність стрільби гарпуном була невеликою і становила близько 20-30 метрів, хоча цього було достатньо для полювання (китобійне судно завжди зближувалися з китом майже впритул). Зазвичай під час китового полювання гармату заряджали завчасно. Гарпун заряджався так, що його головна частина залишалася зовні гармати, висунутою з дула. З гарпуном з'єднувався лінь довжиною кілька сотень метрів. Сталь, з якої робили гарпуни, була виключно пружною, що не дозволяло гарпуну ламатися навіть від найпотужніших ривків загарпуненого кита.
Основні частини гарпунної гармати такі ж, як у звичайної артилерійської гармати — ствол з люлькою, затвор (зазвичай клиновий), накатники. Свол гарпунної гармати завжди гладкий. На ціль наводили вручну, мускульною силою гарпунера, за допомогою поворотної вилки (подвійна рукоятка біля казенника гармати). На поворотній вилці розміщувався і спусковий механізм. Гармату обслуговував одним гарпунер. Прицільні пристосування були найпростішими. В цілому, влучність пострілу і його ефективність залежали майже виключно особисто від гарпунера.
Застосування гарпунних гармат нині продовжують Японія і Норвегія, які добувають незначну кількість китів.